# Кольбордоло
Кольбордоло (італ. Colbordolo) — колишній муніципалітет в Італії, у регіоні Марке,  провінція Пезаро і Урбіно. З 1 січня 2014 року Кольбордоло є частиною новоствореного муніципалітету Валлефолья.
Кольбордоло розташоване на відстані близько 220 км на північ від Рима, 70 км на захід від Анкони, 18 км на південний захід від Пезаро, 14 км на північний схід від Урбіно.
Населення — 6211 осіб (2012).
Щорічний фестиваль відбувається 24 червня. Покровитель — святий Іван Хреститель.

## Демографія
Населення за роками:

Станом на 31 грудня 2010 року в муніципалітеті офіційно проживали 864 іноземці з 43 країн, серед них 128 громадян країн Євросоюзу та 13 громадян України.

## Сусідні муніципалітети
- Монтекальво-ін-Фолья
- Монтелаббате
- Петріано
- Сант'Анджело-ін-Ліццола
- Тавуллія
- Урбіно